# Crawdaddy!
Crawdaddy! é uma revista mensal norte-americana especializada em informações sobre a indústria musical. Fundada pelo estudante universitário Paul Williams em 1966, foi a primeira publicação musical da época especializada no gênero musical rock e é considerada a primeira revista a levar o rock a sério. A sua primeira edição foi feita na escola de Paul, entre os seus colegas.
Surgida antes de famosas publicações do gênero, como Rolling Stone e Creem, a sua popularidade cresceu rapidamente na década de 1960, pois foi a primeira área onde os escritores poderiam falar de rock seriamente já que as outras revistas abordavam apenas a música folclórica e o jazz. Os primeiros escritores foram Jon Landau, Sandy Pearlman e Richard Meltzer.
Williams deixou a revista em 1968, e a mesma foi suspendida em 1969 por um curto período. Retornou em 1970 e passou a distribui-la a nível nacional. Foi a primeira revista a escrever sobre o cantor Bruce Springsteen em 1972.
Em 1995, foi publicado um livro sobre a revista, intitulado Very Seventies: A Cultural History of the 1970s From the Pages of Crawdaddy!, editado por Peter Knobler e Greg Mitchell.